# Hoa nở trái mùa
Hoa nở trái mùa là một bộ phim truyền hình được thực hiện bởi Trung tâm Phim truyền hình Việt Nam, Đài Truyền hình Việt Nam do Nguyễn Khải Anh và Nguyễn Đức Hiếu làm đạo diễn. Phim phát sóng vào lúc 15h00 từ thứ 7 và chủ nhật hàng tuần bắt đầu từ ngày 24 tháng 8 năm 2013 và kết thúc vào ngày 10 tháng 11 năm 2013 trên kênh VTV3.

## Nội dung
Hoa nở trái mùa xoay quanh số phận của ba cô gái Hạ (Lưu Đê Ly), Tuệ (Thanh Vân Hugo) và Hoài (Thùy Dương). Tuệ là một cô nàng thông minh nhưng đem lòng yêu Hưng, một người đàn ông đã có gia đình. Còn Hoài sinh ra trong một gia đình có hoàn cảnh khó khăn và bị kẻ từng giúp đỡ gia đình mình cưỡng đoạt dẫn đến việc có thai. Cô gái thứ ba là Hạ có cuộc sống vật chất tốt hơn hai cô gái kia nhưng lại thiếu thốn về mặt tinh thần, luôn bị chèn ép trong gia đình dẫn đến bị trầm cảm một thời gian dài.

## Diễn viên

### Diễn viên chính
- Thanh Vân Hugo trong vai Gia Tuệ[1][6]
- Thùy Dương trong vai Hoài[1]
- Lưu Đê Ly trong vai Nhật Hạ[1]
- Hải Anh trong vai Hưng[7]
- Mạnh Trường trong vai Việt[7]
- Thanh Sơn trong vai Đức[7]
- Thu Hiền trong vai Lan

### Diễn viên phụ
- Quốc Anh(B Trần) trong vai Lê Đạt
- NSƯT Hương Dung trong vai Bà Bích[7]
- NSƯT Thế Bình trong vai Bố Việt[7]
- Thu Hương trong vai Dì Liên Hoa
- Trung Cường trong vai Ông Đại
- Hải Yến trong vai Mẹ Tuệ
- Bé Coca trong vai Con gái Hoài
- Mai Anh trong vai Nga
- Huyền Trang trong vai Tuyết
- Hữu Độ trong vai Ông Tiến
- Mạnh Hà trong vai Thắng
- Dương Mạc Yến My trong vai Thu

Cùng một số diễn viên khác....

## Nhạc phim
- Dấu mưa

Sáng tác: Phạm Toàn Thắng
Thể hiện: Trung Quân
- Rung động

Sáng tác: Lưu Thiên Hương
Thể hiện: Hoàng Thùy Linh

## Giải thưởng
| Năm  | Giải thưởng    | Hạng mục                  | (Người) đề cử  | Kết quả   | Tham khảo |
| ---- | -------------- | ------------------------- | -------------- | --------- | --------- |
| 2014 | Ấn tượng VTV   | Phim truyền hình ấn tượng | —              | Đề cử     | [ 8 ]     |
| 2014 | Giải Cánh diều | Nữ diễn viên triển vọng   | Thanh Vân Hugo | Đoạt giải | [ 9 ]     |